# Pilgrimsvicker
Pilgrimsvicker (Vicia peregrina) är en ärtväxtart som beskrevs av Carl von Linné. Enligt Catalogue of Life ingår Pilgrimsvicker i släktet vickrar och familjen ärtväxter, men enligt Dyntaxa är tillhörigheten istället släktet vickrar och familjen ärtväxter. Arten förekommer tillfälligt i Sverige, men reproducerar sig inte. Inga underarter finns listade i Catalogue of Life.